# Дулчеле
Дулчеле (рум. Dulcele) — село у повіті Арад в Румунії. Входить до складу комуни Гурахонц.
Село розташоване на відстані 360 км на північний захід від Бухареста, 83 км на схід від Арада, 105 км на південний захід від Клуж-Напоки, 109 км на північний схід від Тімішоари.

## Населення
За даними перепису населення 2002 року у селі проживали 100 осіб, усі — румуни. Усі жителі села рідною мовою назвали румунську.